# Нереа Баррос
Нереа Баррос (ісп. Nerea Barros; *12 травня 1981, Сантьяго-де-Компостела, Іспанія) — іспанська театральна та кіноактриса. 

## Біографія
Нереа Баррос народилася 12 травня 1981 року у Сантьяго-де- Компостелі в мистецькій родині. У 1997 році дебютувала у фільмі "Нена". Нереа Баррос бере участь у телевізійних проектах та грає у театрі. 

## Фільмографія
- Сплячі красуні (2001)
- Острів брехні (2020)[2]

## Нагороди та номінації
| Нагорода      | Рік  | Категорія          | Фільм                | Результат |
| ------------- | ---- | ------------------ | -------------------- | --------- |
| премія "Гойя" | 2014 | краща нова акторка | "Мініатюрний острів" | Перемога  |